# Església Santa Maria della Pace
L'església de Santa Maria della Pace és una església de Roma situada a prop de Piazza Navona al rione de Ponte.

## Història
L'església es va construir sobre els fonaments de Sant'Andrea de Aquarizarii, una important corporació creada després de la destrucció dels aqüeductes romans. És dedicada a la Mare de Déu després de la miraculosa hemorràgia d'una icona de la Verge l'any 1480. El papa Sixt IV n'ordena la construcció l'any 1482. Entre 1500 i 1504, Bramante realitza un claustre contigu a l'església a petició del cardenal Oliviero Carafa. Es va tractar de la seva primera realització d'envergadura a Roma, abans del Templet de San Pietro in Montorio, i una obres mestres de l'arquitectura clàssica al Renaixement.
L'any 1656, Alexandre VII fa restaurar l'església a Pietro da Cortona: aquest afegeix la famosa façana barroca que projecta, entre ales còncaves, un prónaos semi-circular sostingut per parells de columnes dòriques.

## Obres rellevants
A l'interior de l'església es troba el fresc monumental representant Les Sibil·les i els Profetes de Raphael (només la part de baix és del mestre).

El claustre de Bramante és accessible al públic i les peces contigües acullen exposicions d'art.

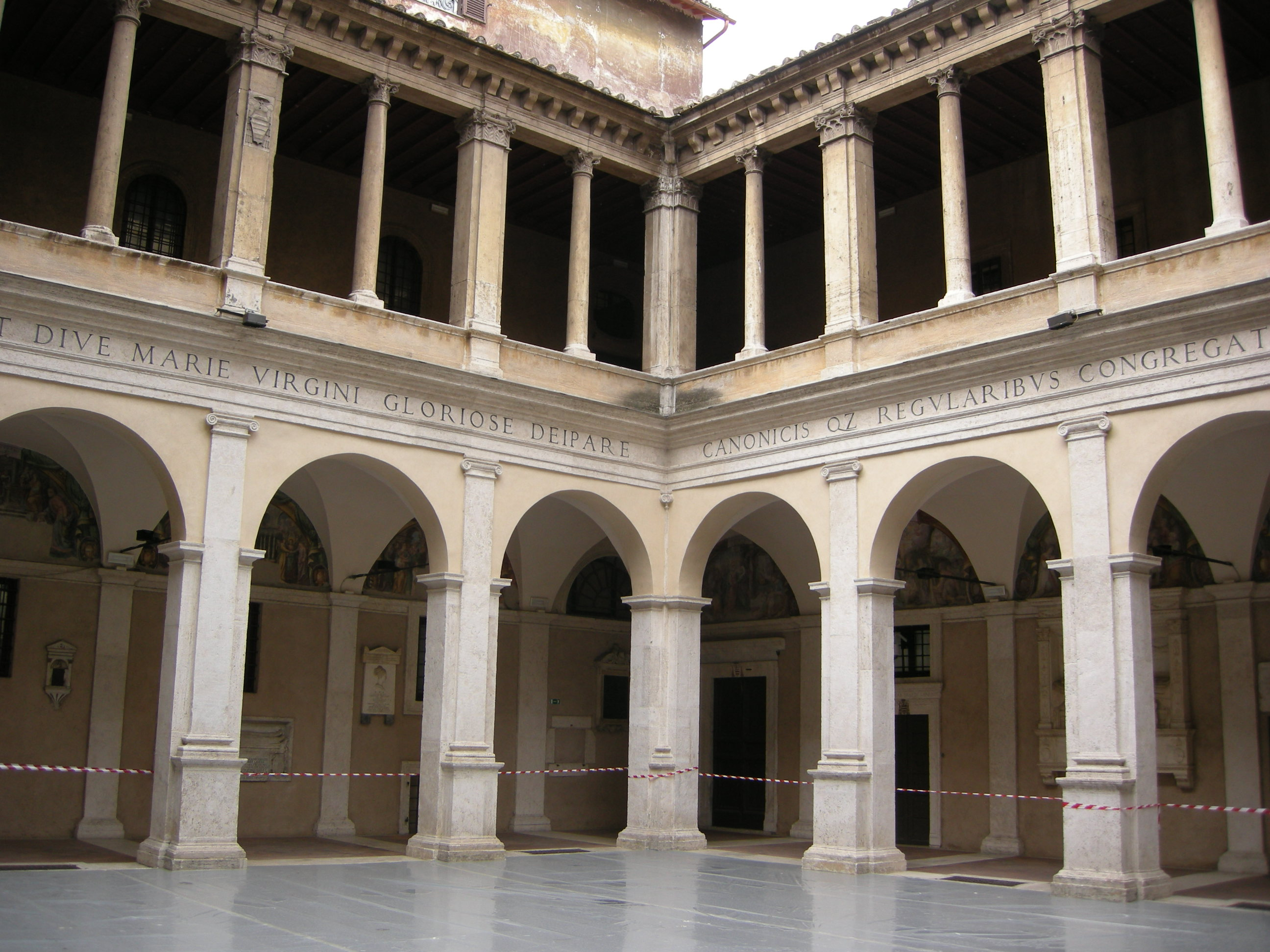
Claustre de Bramante
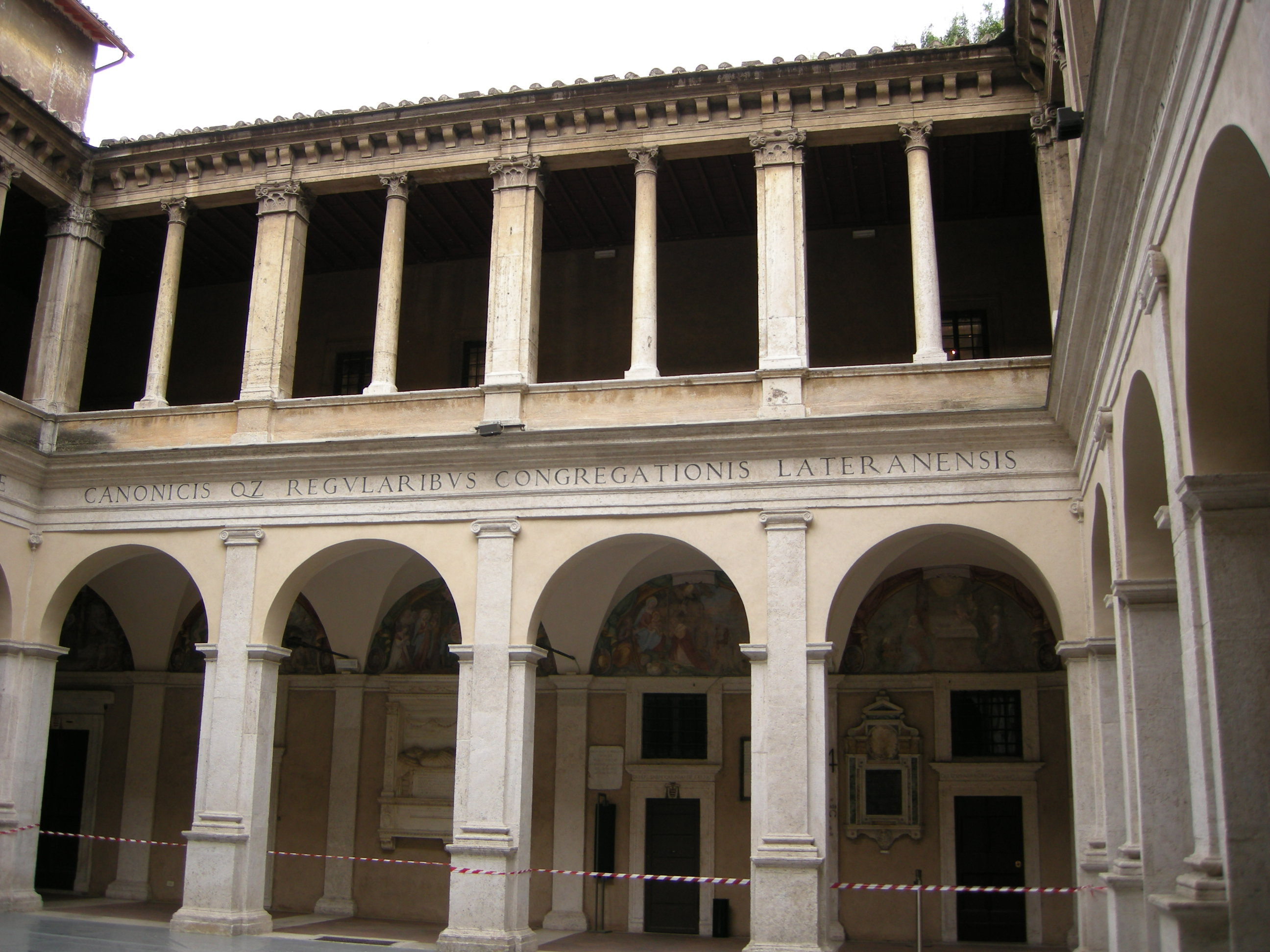
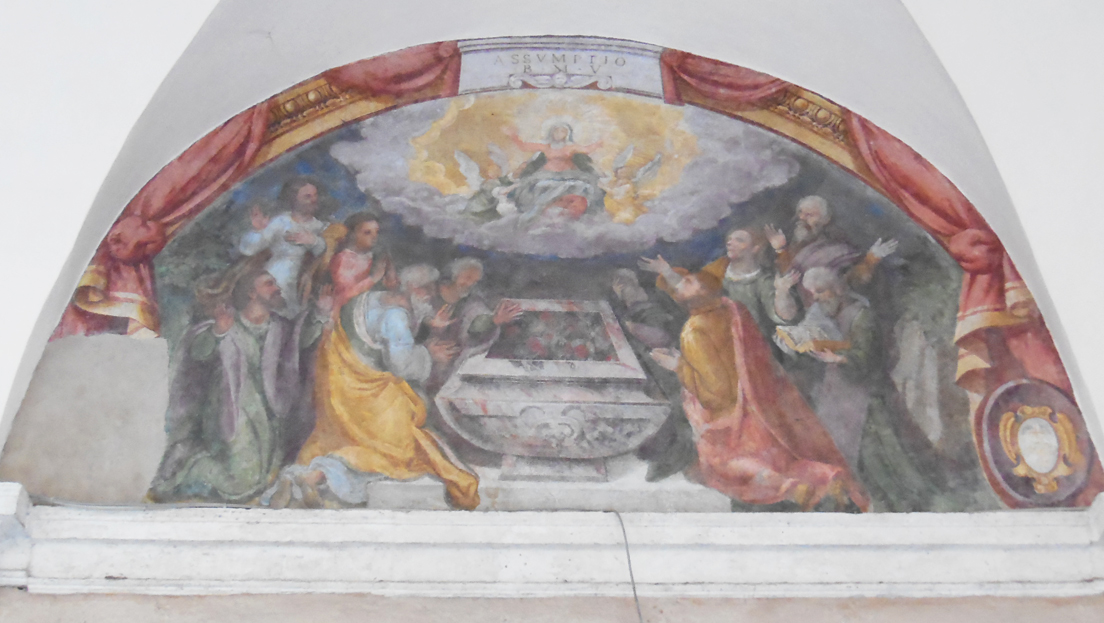
Fresc del claustre
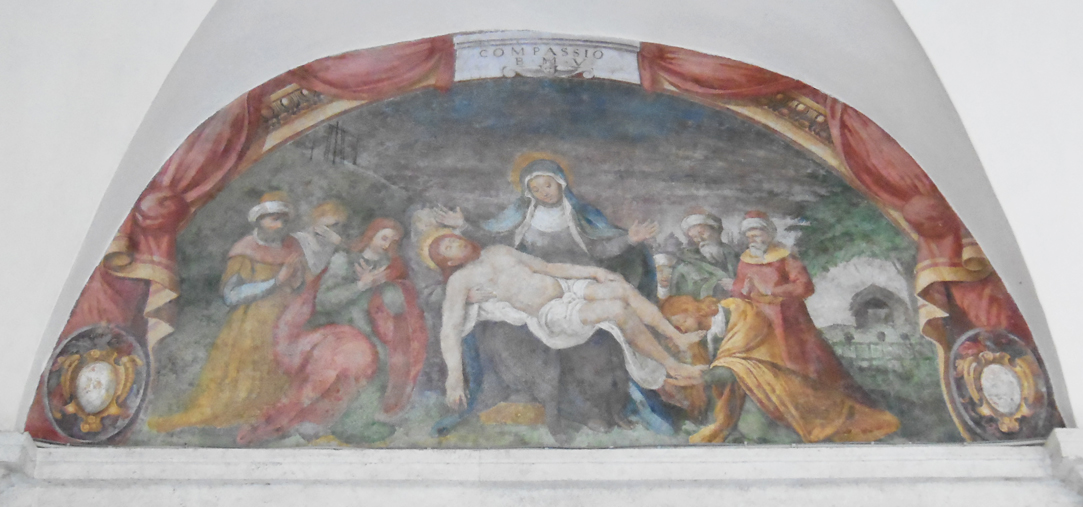
Fresc del claustre
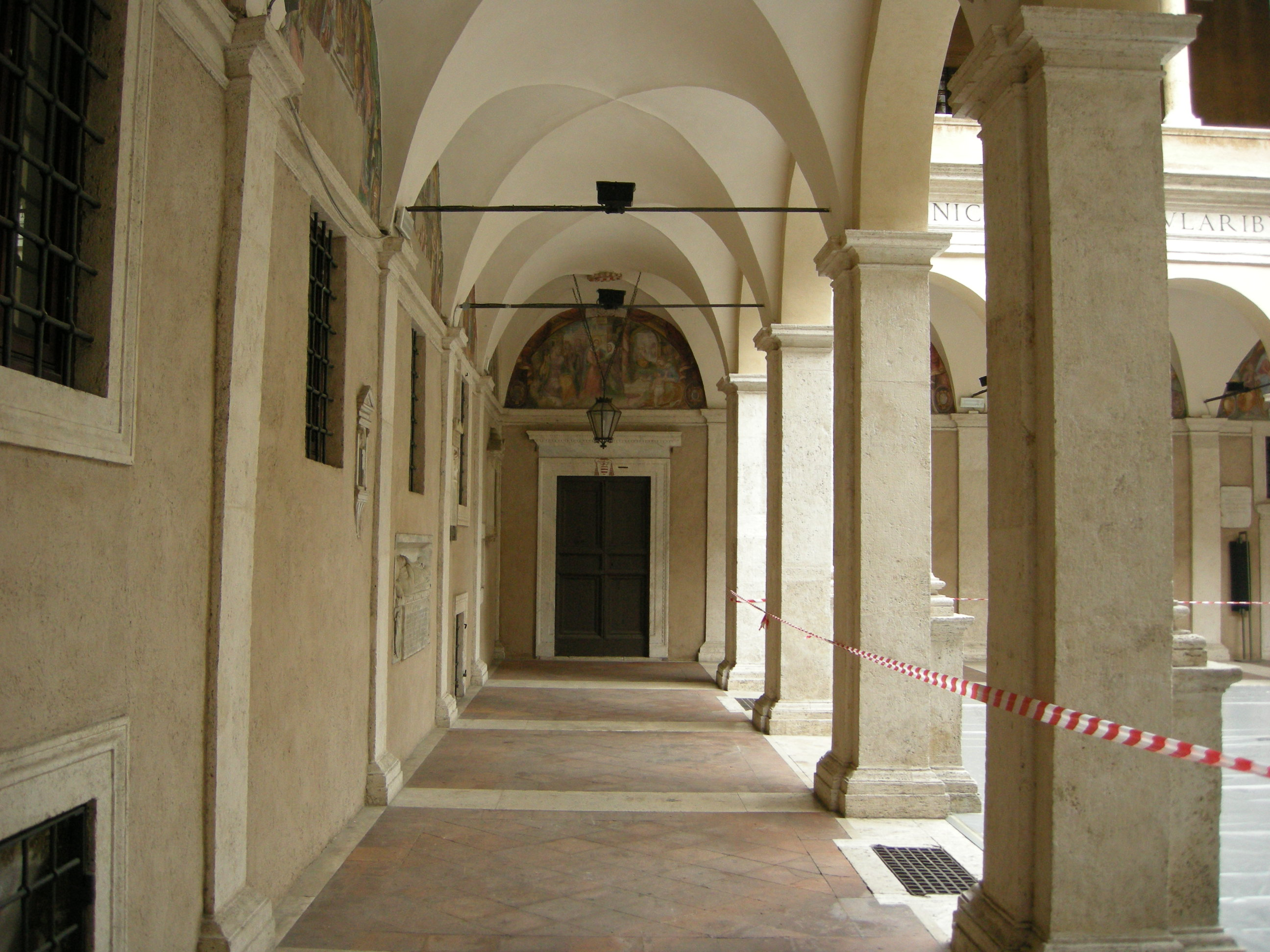
Detall del claustre